# Turki bin Abdullah
Prinz Turki bin Abdullah bin Abdulaziz Al Saud (arabisch تركي بن عبد الله بن عبد العزيز آل سعود, DMG Turkī b. ʿAbd Allāh b. ʿAbd al-ʿAzīz Āl Saʿūd; * 21. Oktober 1971) ist der siebte Sohn des verstorbenen Königs Abdullah bin Abdulaziz, der von 2005 bis zu seinem Tod im Jahr 2015 Saudi-Arabien regierte und Mitglied des Hauses Saud ist. Er war von 2013 bis 2014 stellvertretender Gouverneur der Provinz Riad und vom 14. Mai 2014 bis zum 29. Januar 2015 Gouverneur der Provinz Riad. Er war einer der elf Prinzen, die Mohammed bin Salman im Rahmen seiner Korruptionsbekämpfung im November 2017 inhaftieren ließ. Unter anderem soll er seinen Einfluss dazu genutzt haben, Aufträge im U-Bahn-Projekt Riad an seine eigenen Unternehmen zu vergeben. Laut der New York Times starb sein Büroleiter Ali Al Qahtani bei den Verhaftungen 2017 an Folgen der Folter. Anfang November 2018 befand er sich noch in Haft.
Im August 2022 wurde er zu 17 Jahren Haft verurteilt.

## Familie
Turki ist mit Hala bint Khalid bin Sultan Al Saud, einer Tochter seines Cousins Khalid, verheiratet.